# Primeiro Exército Aerotransportado Aliado

Distintivo.

O Primeiro Exército Aerotransportado Aliado (inglês: First Allied Airborne Army) foi parte da Força Expedicionária Aliada no noroeste da Europa em 1944 e 1945. Foi a maior força militar aerotransportada da história.
Foi ativado em 2 de agosto de 1944 e comandado pelo tenente-general da USAAF Lewis H. Brereton; o segundo em comando foi o tenente-coronel britânico Frederick Browning, sucedido em janeiro de 1945 pelo tenente-coronel britânico Richard Nelson Gale.